# 拉克什米焦里烏帕齊拉
拉克什米焦里乌帕齐拉是孟加拉国科格拉焦里縣的一个乌帕齐拉，位於吉大港专区的科格拉焦里縣。。

## 人口
據1991年孟加拉國人口普查，拉克什米焦里共有戶數3,245戶，人口16676人。其中男性佔比52.88%，女性佔比47.12%；成年人口8,447人。該地7歲以上人口之平均識字率為14.3%，低於全國平均值（32.4%）。